# The Bug
„The Bug“ je skladba britské rockové skupiny Dire Straits, která vyšla na jejich albu On Every Street v roce 1991. Jde o čtvrtý a poslední anglický singl z tohoto alba. Některé další písně byly vydány jako singly v jiných zemích („You and Your Friend“ ve Francii a Německu, „Ticket to Heaven“ v Nizozemsku). V roce 1992 nazpívala coververzi Mary Chapin Carpenter na své album Come On Come On.